# Königsfruchttaube

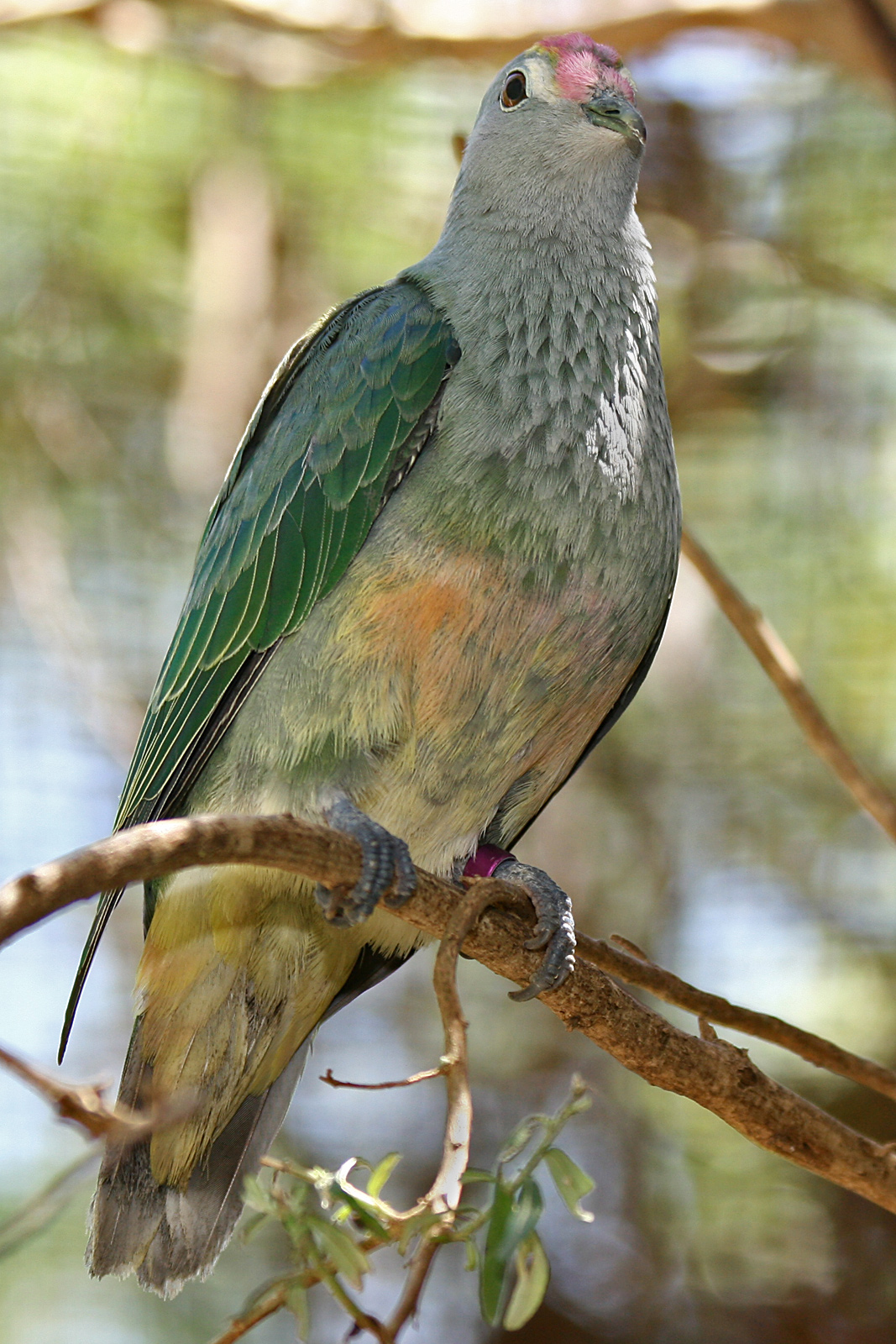
Königsfruchttaube

Die Königsfruchttaube (Ptilinopus regina), auch Rosakappen-Fruchttaube genannt, ist eine Art der Taubenvögel. Sie kommt in mehreren Unterarten in Australasien vor und gehört zu den besonders auffällig gefärbten Fruchttauben.

## Erscheinungsbild
Die Königsfruchttaube erreicht nur eine Körperlänge von 22 bis 24 Zentimetern und zählt damit zu den kleinen Fruchttauben. Verglichen mit der Lachtaube ist sie deutlich kleiner und hat einen verhältnismäßig kurzen Schwanz. Der Geschlechtsdimorphismus ist nur gering ausgeprägt. Das Federkleid des Weibchens ist lediglich weniger schillernd als das des Männchens.
Der Hals, Mantel, Rücken sowie der Bürzel der Königsfruchttaube sind sattgrün. Das Gefieder schimmert goldbronzen. Die Flügeldecken sind gelb gesäumt und weisen schillernde blaue Flecken auf. Auffallend ist der mauvefarbene und von einem schmalen gelben Band gesäumte Oberkopf. Diesen gelben Saum weisen allerdings nur drei der insgesamt fünf Unterarten auf. Das obere Brustgefieder sowie die Halsseiten sind hellgrau. Die untere Brust ist gelb bis orange. Die Schwanzfedern sind gelb und weisen bis auf die mittleren zwei Schwanzfedern gelbe Enden auf. Die Iris ist orange. Die Füße und die Beine sind blaugrau. Jungvögel sind insgesamt grünlicher und ihnen fehlt noch die mauvefarbene Kappe.

## Verbreitungsgebiet und Lebensraum
Das Hauptverbreitungsgebiet der Königsfruchttaube ist Australien. Sie kommt dort entlang der Küste in Nord- und Ostaustralien vor. Die Art kommt außerdem auf einigen der Kleinen Sunda-Inseln vor. Dazu zählen Flores, Sawu, Sumba, Timor, Wetar, Romang, Kisar, Leti und Moa. Die Königsfruchttaube ist eine anpassungsfähige Art, die mehrere unterschiedliche, jedoch immer feuchte Waldtypen besiedelt.

## Verhalten
Die Königsfruchttaube ist eine baumbewohnende Taubenart. Wie viele andere Fruchttauben hat sie Kletterfähigkeiten, die an die von Papageien erinnert. Sie lebt von Früchten und Beeren. Das Nest wird niedrig in Bäumen errichtet. Das Gelege besteht aus einem weißen Ei.

## Belege